# Hada obsoleta
Hada obsoleta là một loài bướm đêm trong họ Noctuidae.